# Martin Ingvarsson
Martin Ingvarsson (Hässleholm, 1965. december 9. –) svéd nemzetközi labdarúgó-játékvezető.

## Pályafutása

### Nemzeti játékvezetés
A játékvezetésből 1984-ben vizsgázott, 1992-ben lett országos, 1993-ban a Premiership játékvezetője. Az aktív nemzeti játékvezetéstől 2010-ben vonult vissza. Svéd csúcstartó a bajnoki mérkőzések irányításában. Premiership mérkőzéseinek száma: 295.
| Időpont              | Helyszín                      | Mérkőzés típusa | Mérkőzés              |
| -------------------- | ----------------------------- | --------------- | --------------------- |
| 2008. szeptember 28. | Fredriksskans Stadion, Kalmar | 263. mérkőzése  | Kalmar FF–IF Elfsborg |

#### Nemzeti kupamérkőzések
Vezetett Kupa-döntők száma: 2.

##### Svéd Kupa
| Időpont              | Helyszín                      | Mérkőzés típusa | Mérkőzés               | Eredmény | Nézők száma |
| -------------------- | ----------------------------- | --------------- | ---------------------- | -------- | ----------- |
| 2007. szeptember 27. | Fredriksskans Stadion, Kalmar | döntő           | Kalmar FF–IFK Göteborg | 3 : 0    | 6 877       |

##### Svéd Szuperkupa
| Időpont           | Helyszín              | Mérkőzés típusa | Mérkőzés                    | Eredmény | Nézők száma |
| ----------------- | --------------------- | --------------- | --------------------------- | -------- | ----------- |
| 2007. március 31. | Városi Stadion, Borås | döntő           | IF Elfsborg–Helsingborgs IF | 1 : 0    | 1 240       |

### Nemzetközi játékvezetés
A Svéd labdarúgó-szövetség Játékvezető Bizottsága (JB) terjesztette fel nemzetközi játékvezetőnek, a Nemzetközi Labdarúgó-szövetség (FIFA) 1997-től tartotta nyilván bírói keretében. Több nemzetek közötti válogatott és klubmérkőzést vezetett. FIFA JB besorolás szerint második kategóriás bíró. A svéd nemzetközi játékvezetők rangsorában, a világbajnokság-Európa-bajnokság sorrendjében többedmagával a 13. helyet foglalja el 4 találkozó szolgálatával. Az aktív nemzetközi játékvezetéstől 2010-ben a FIFA 45 éves korhatárát elérve búcsúzott. Nemzetközi mérkőzéseinek száma: 83. Válogatott mérkőzéseinek száma: 14.

#### Világbajnokság
A világbajnoki döntőhöz vezető úton Dél-Koreába és Japánba a XVII., a 2002-es labdarúgó-világbajnokságra és Dél-Afrikába a XIX., a 2010-es labdarúgó-világbajnokságra a FIFA JB bíróként alkalmazta.

##### 2002-es labdarúgó-világbajnokság
| Időpont           | Helyszín                | Mérkőzés típusa           | Mérkőzés                | Eredmény | Nézők száma |
| ----------------- | ----------------------- | ------------------------- | ----------------------- | -------- | ----------- |
| 2001. március 24. | Gradski Stadion, Osijek | előselejtező (6. csoport) | Horvátország–Lettország | 4 : 1    | 17 000      |

##### 2010-es labdarúgó-világbajnokság
| Időpont          | Helyszín                         | Mérkőzés típusa           | Mérkőzés        | Eredmény | Nézők száma |
| ---------------- | -------------------------------- | ------------------------- | --------------- | -------- | ----------- |
| 2009. április 1. | Vaszil Levszki (stadion), Szófia | előselejtező (8. csoport) | Bulgária–Ciprus | 2 : 0    | 16 916      |

#### Európa-bajnokság

##### U18-as labdarúgó-Európa-bajnokság
Finnország rendezte a 2001-es U18-as labdarúgó-Európa-bajnokságot, ahol a FIFA/UEFA JB bírói szolgálattal bízta meg.
| Időpont          | Helyszín                | Mérkőzés típusa              | Mérkőzés           | Eredmény | Nézők száma |
| ---------------- | ----------------------- | ---------------------------- | ------------------ | -------- | ----------- |
| 2001. június 25. | Pohjola Stadion, Vantaa | csoportmérkőzés (A. csoport) | Csehország–Ukrajna | 3 : 2    | 468         |

---
Az európai-labdarúgó torna döntőjéhez vezető úton Ausztriába és Svájcba a XIII., a 2008-as labdarúgó-Európa-bajnokságra az UEFA JB játékvezetőként foglalkoztatta.

##### 2000-es labdarúgó-Európa-bajnokság

###### Selejtező mérkőzés
| Időpont         | Helyszín                  | Mérkőzés típusa           | Mérkőzés                   | Eredmény | Nézők száma |
| --------------- | ------------------------- | ------------------------- | -------------------------- | -------- | ----------- |
| 1998. június 4. | Kadriorg Stadion, Tallinn | előselejtező (9. csoport) | Észtország–Feröer-szigetek | 5 : 0    | 3 500       |

##### 2008-as labdarúgó-Európa-bajnokság

###### Selejtező mérkőzés
| Időpont           | Helyszín                      | Mérkőzés típusa           | Mérkőzés             | Eredmény | Nézők száma |
| ----------------- | ----------------------------- | ------------------------- | -------------------- | -------- | ----------- |
| 2007. március 28. | Megyeri úti Stadion, Budapest | előselejtező (C. csoport) | Magyarország–Moldova | 2 : 0    | 5 000       |

#### Nemzetközi kupamérkőzések

##### Kupagyőztesek Európa-kupája
| Időpont          | Helyszín                          | Mérkőzés típusa            | Mérkőzés                | Eredmény |
| ---------------- | --------------------------------- | -------------------------- | ----------------------- | -------- |
| 1998. október 1. | Hungária körúti Stadion, Budapest | első forduló (2. mérkőzés) | MTK Budapest FC–SV Ried | 0 : 1    |

##### UEFA-kupa
| Időpont              | Helyszín             | Mérkőzés típusa        | Mérkőzés                      | Eredmény |
| -------------------- | -------------------- | ---------------------- | ----------------------------- | -------- |
| 1999. szeptember 16. | Népstadion, Budapest | első kör (1.mérkőzés)  | MTK Budapest FC–Fenerbahçe SK | 0 : 0    |
| 2000. szeptember 12. | Népstadion, Budapest | első kör (1. mérkőzés) | Vasas SC–AEK Athén FC         | 2 : 2    |

## Sportvezetőként
Aktív pályafutását befejezve Malmőben a Scania Fotbollförbund vezetője lett.

### Magyar kapcsolat
| Időpont           | Helyszín                     | Mérkőzés típusa          | Mérkőzés                            | Eredmény | Nézők száma |
| ----------------- | ---------------------------- | ------------------------ | ----------------------------------- | -------- | ----------- |
| 1999. március 10. | Üllői úti Stadion,, Budapest | 729. válogatott mérkőzés | Magyarország–Bosznia és Hercegovina | 1 : 1    | 7 792       |

## Sikerei, díjai
2006-ban és 2008-ban Svédországban az Év Játékvezetője címet érdemelte ki.